# Гимн Данцига
Гимн Данцига — гимн Вольного города Данциг (ныне Гданьск, Польша).
Текст гимна был написан Паулем Эндерлингом, а музыка Георгом Гёлером. Песня являлась официальным гимном Данцига в 1920—1939 годах. После аннексии Вольного города нацистской Германией гимн не утратил своей значимости.

## Немецкая версия (оригинальная)
Kennst du die Stadt am Bernsteinstrand,
umgrünt von ew’ger Wälder Band,
wo schlanke Giebel streben
empor zum Sonnenschein!
Ja, sollt' ich fröhlich leben,
in Danzig müßt es sein!
Kennst du die Stadt, wo Turm an Turm
in Treue trotzt dem Zeitensturm,
wo stolze Schiffe gleiten
ins blaue Meer hinein!
Ja, sollt' ich tapfer streiten,
für Danzig müßt es sein!
Kennst du die Stadt, wo deutsche Art
voll Kraft und Mut ihr Gut bewahrt,
wo deutsch die Glocken werben
und deutsch ein jeder Stein !
Ja sollt' ich selig sterben,
in Danzig müßt es sein !

## Польская версия (перевод)
Na bursztynowym brzegu gród,
wokół którego lasów wbród,
a smukłe domów szczyty
ku słońcu wciąż się pną…
Tak, jeśli mam szczęśliwy być,
to w Gdańsku muszę żyć!
Wieża przy wieży w Mieście tym
wciąż trwa na przekór czasom złym,
a dumne statki suną
prosto w błękity mórz!
Tak, tylko za me Miasto
w bitewny pójdę kurz!
Czy znasz to miasto, gdzie niemiecki ród
pełen siły i odwagi, strzeże bogactw swych,
gdzie niemieckie dzwony wołają
i niemiecki jest każdy kamień !
Tak, jeśli mam błogo umrzeć,
to zrobię to tylko w Gdańsku

## Русская версия (перевод)
Знаешь ли ты город на янтарном берегу,
окруженный лентой вечных лесов,
где стройные фронтоны стремятся
вверх к солнечному свету?!

Да, если мне потребуется жить счастливо,
То это должно быть в Данциге!

Знаешь ли ты город, где башни одна к одной
в своей верности сопротивляются натиску времени,
где гордые корабли скользят
в синее море?!

Да, если бы я должен был смело спорить,
То это могло бы быть только из-за Данцига!

Знаешь ли ты город, где немецкий вид,
исполненный силы и мужества, сохраняет его добро?
где колокола гудят по-немецки
и каждый камень — немецкий!

Да, если бы мне нужна была блаженная кончина,
То это должно было бы произойти в Данциге!